# Bistum Saint Augustine
Das Bistum Saint Augustine (lat.: Dioecesis Sancti Augustini) ist eine in den Vereinigten Staaten gelegene römisch-katholische Diözese mit Sitz in Jacksonville, Florida.

## Geschichte
Das Bistum Saint Augustine wurde am 9. Januar 1857 durch Papst Pius IX. aus Gebietsabtretungen des Bistums Savannah als Apostolisches Vikariat Florida errichtet. Am 11. März 1870 wurde das Apostolische Vikariat Florida durch Pius IX. mit der Apostolischen Konstitution Quo catholico nomini zum Bistum erhoben und in Bistum Saint Augustine umbenannt. Es wurde dem Erzbistum Baltimore als Suffraganbistum unterstellt. Das Bistum Saint Augustine gab am 25. Mai 1958 Teile seines Territoriums zur Gründung des Bistums Miami ab. Am 10. Februar 1962 wurde das Bistum Saint Augustine dem Erzbistum Atlanta als Suffraganbistum unterstellt. Das Bistum Saint Augustine gab am 2. März 1968 Teile seines Territoriums zur Gründung der Bistümer Orlando und Saint Petersburg ab. Am 2. März 1968 wurde das Bistum Saint Augustine dem Erzbistum Miami als Suffraganbistum unterstellt. Eine weitere Gebietsabtretung erfolgte am 1. Oktober 1975 zur Gründung des Bistums Pensacola-Tallahassee.

## Territorium
Das Bistum Saint Augustine umfasst die im Bundesstaat Florida gelegenen Gebiete Alachua County, Baker County, Bradford County, Clay County, Columbia County, Dixie County, Duval County, Flagler County, Gilchrist County, Hamilton County, Lafayette County, Levy County, Nassau County, Putnam County, St. Johns County, Suwannee County und Union County.

## Ordinarien

### Apostolische Vikare von Florida
- Augustin Verot PSS, 1857–1870

### Bischöfe von Saint Augustine
- Augustin Verot PSS, 1870–1876
- John Moore, 1877–1901
- William John Kenny, 1902–1913
- Michael Joseph Curley, 1914–1921, dann Erzbischof von Baltimore
- Patrick Joseph Barry, 1922–1940
- Joseph Patrick Hurley, 1940–1967
- Paul Francis Tanner, 1968–1979
- John Joseph Snyder, 1979–2000
- Victor Benito Galeone, 2001–2011
- Felipe de Jesús Estévez, 2011–2022
- Erik Pohlmeier, seit 2022